# Cielito

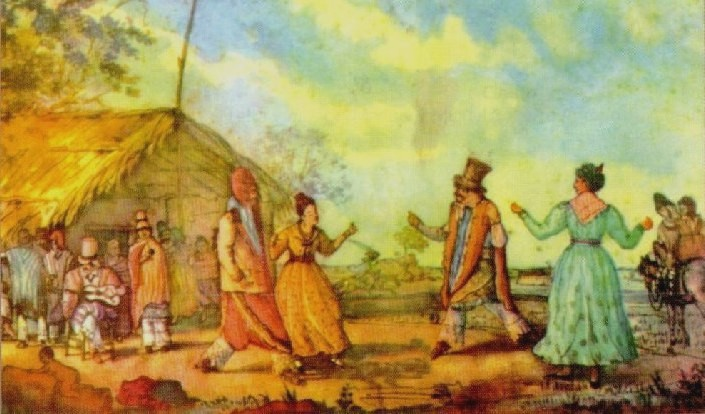
"El cielito", pintura de Carlos Pellegrini.

El cielito o cielo és un estil musical del folclore riuplatenc, és a dir, de l'Argentina i de l'Uruguai. Va ser la dansa i el cant propi de la independència.
Es va ballar en els salons cults fins a la tercera dècada del segle xix i en els balls populars fins a l'última dècada del mateix segle. Entre els seus autors cal destacar el poeta uruguaià Bartolomé Hidalgo, precursor de la literatura gautxesca.